# Persone di cognome Petrucci
| Questa pagina contiene informazioni ricavate automaticamente dalle voci biografiche con l'ausilio del template Bio e di un bot. L'aggiornamento è periodico e automatico e ricostruisce completamente la pagina. Se manca una persona in questa lista, sei pregato di non aggiungerla, ma accertati piuttosto che la sua voce biografica contenga il template Bio e che i dati anagrafici siano correttamente compilati. Se il template Bio manca, inseriscilo tu stesso o, in alternativa, metti l'avviso {{tmp\|Bio}} che ne segnala la mancanza. Se i dati riportati sono sbagliati, correggi direttamente la voce biografica; le modifiche saranno visibili in questa lista entro pochi giorni. Per chiarimenti vedi il progetto antroponimi. La lista contiene solo le 53 persone che sono citate nell'enciclopedia e per le quali è stato implementato correttamente il template Bio. Pagina aggiornata al 8 mar 2025. |

Questa è una lista di persone presenti nell'enciclopedia che hanno il cognome Petrucci, suddivise per attività principale.

## Architetti(1)
- Concezio Petrucci, architetto e urbanista italiano (San Paolo di Civitate, n. 1902 - Roma, † 1946)

## Arcivescovi cattolici(2)
- Alessandro Petrucci, arcivescovo cattolico italiano (Siena - Siena, † 1628)
- Giovanni Battista Petrucci, arcivescovo cattolico italiano (Napoli - Caserta, † 1514)

## Attivisti(1)
- Giuseppe Petrucci, attivista italiano (Palma di Montechiaro, n. 1973)

## Attori(2)
- Giovanni Petrucci, attore, doppiatore e dialoghista italiano (Roma, n. 1941)
- Luigi Petrucci, attore italiano (Napoli, n. 1958)

## Batteriste(1)
- Roxy Petrucci, batterista statunitense (Rochester, n. 1962)

## Calciatori(1)
- Davide Petrucci, calciatore italiano (Roma, n. 1991)

## Cardinali(3)
- Raffaello Petrucci, cardinale e vescovo cattolico italiano (Siena, n. 1472 - Roma, † 1522)
- Alfonso Petrucci, cardinale e vescovo cattolico italiano (Siena, n. 1491 - Roma, † 1517)
- Pier Matteo Petrucci, cardinale e vescovo cattolico italiano (Jesi, n. 1636 - Montefalco, † 1701)

## Chitarristi(1)
- John Petrucci, chitarrista e produttore discografico statunitense (Kings Park, n. 1967)

## Ciclisti su strada(1)
- Loretto Petrucci, ciclista su strada italiano (Pistoia, n. 1929 - Pistoia, † 2016)

## Diplomatici(2)
- Andreoccio Petrucci, diplomatico, politico e letterato italiano (Pisa - Siena, † 1449)
- Giovanni Maria Petrucci, diplomatico italiano (Siena - † 1582)

## Dirigenti sportivi(1)
- Gianni Petrucci, dirigente sportivo italiano (Roma, n. 1945)

## Editori musicali(1)
- Ottaviano Petrucci, editore musicale italiano (Fossombrone, n. 1466 - Venezia, † 1539)

## Giornalisti(2)
- Sandro Petrucci, giornalista italiano (Roma, n. 1931 - Roma, † 2001)
- Silvio Petrucci, giornalista e scrittore italiano (San Nicandro Garganico, n. 1894 - Roma, † 1971)

## Giuristi(2)
- Federico Petrucci, giurista italiano (Siena - Siena, † 1348)
- Giovanni Petrucci, giurista italiano (Montesperello, n. 1390 - Perugia, † 1464)

## Incisori(1)
- Carlo Alberto Petrucci, incisore, pittore e museologo italiano (Roma, n. 1881 - Roma, † 1963)

## Militari(2)
- Achille Petrucci, militare italiano (Siena)
- Eustachio Petrucci, militare italiano (Siena - Malta, † 1565)

## Musicisti(1)
- Enrico Petrucci, musicista italiano (Roma, n. 1958)

## Nobili(1)
- Antonello Petrucci, nobile (Teano - Napoli, † 1487)

## Paleografi(1)
- Armando Petrucci, paleografo, medievista e diplomatista italiano (Roma, n. 1932 - Pisa, † 2018)

## Pallavoliste(1)
- Alessandra Petrucci, ex pallavolista italiana (Viareggio, n. 1983)

## Pesiste(1)
- Cinzia Petrucci, ex pesista italiana (Roma, n. 1955)

## Piloti motociclistici(1)
- Danilo Petrucci, pilota motociclistico italiano (Terni, n. 1990)

## Pittori(1)
- Leonardo Petrucci, pittore italiano (Grosseto, n. 1986)

## Poetesse(1)
- Aurelia Petrucci, poetessa italiana (Siena, n. 1511 - Siena, † 1542)

## Poeti(2)
- Mario Petrucci, poeta, saggista e compositore britannico (n. 1958)
- Vito Elio Petrucci, poeta, giornalista e drammaturgo italiano (Genova, n. 1923 - Genova, † 2002)

## Politiche(1)
- Simona Petrucci, politica italiana (Grosseto, n. 1971)

## Politici(8)
- Amerigo Petrucci, politico italiano (Roma, n. 1922 - Anzio, † 1983)
- Antonio Petrucci, politico e letterato italiano (Siena, n. 1400 - Forlì, † 1471)
- Borghese Petrucci, politico italiano (Siena, n. 1490 - Napoli, † 1526)
- Fabio Petrucci, politico italiano (Siena, n. 1505 - Spoleto, † 1529)
- Giovanni Antonio Petrucci, politico italiano (n. 1456 - Napoli, † 1486)
- Giovanni Petrucci, politico italiano (Palermo, n. 1898 - † 1977)
- Pandolfo Petrucci, politico italiano (Siena, n. 1452 - San Quirico d'Orcia, † 1512)
- Patrizio Petrucci, politico italiano (Viareggio, n. 1943)

## Sceneggiatori(1)
- Antonio Petrucci, sceneggiatore, regista e giornalista italiano (Roma, n. 1907 - Roma, † 1981)

## Sciatori alpini(1)
- Gualtiero Petrucci, sciatore alpino italiano (Abetone)

## Statistiche(1)
- Alessandra Petrucci, statistica italiana (Milano, n. 1962)

## Storici dell'arte(2)
- Alfredo Petrucci, storico dell'arte italiano (San Nicandro Garganico, n. 1888 - Roma, † 1969)
- Francesco Petrucci, storico dell'arte e architetto italiano (Albano Laziale, n. 1958)

## Vescovi cattolici(5)
- Domenico Petrucci, vescovo cattolico italiano (Civita Castellana - Bisignano, † 1598)
- Federico Petrucci, vescovo cattolico italiano (Siena)
- Giovanni Alfonso Petrucci, vescovo cattolico italiano (Cutro, n. 1650 - Belcastro, † 1687)
- Lattanzio Petrucci, vescovo cattolico italiano († 1527)
- Silverio Petrucci, vescovo cattolico italiano († 1560)